# Kamila Shamsie
Kamila Shamsie (née le 13 août 1973 à Karachi) est une écrivain anglo-pakistanaise qui publie en anglais.

## Biographie
Née au Pakistan, elle grandit à Londres. Elle est également journaliste à The Guardian et à la BBC.
Dans une lettre à son éditeur israélien en 2018, elle refuse d'être traduite en hébreu, écrivant : « Je serais très heureuse d’être publiée en hébreu, mais je ne connais pas d’éditeur (de fiction) hébreu qui ne soit pas israélien. Et je comprends qu’il n’y a pas d’éditeur israélien qui soit complètement détaché de l’État »
En 2018, son roman Home Fire gagne le Women's Prize for Fiction,. Le jury salue la « qualité de sa prose » dans cette réécriture de l'Antigone de Sophocle dans une famille musulmane britannique.

## Distinctions
- 2010 : prix Anisfield-Wolf de la fiction pour Burnt Shadows[7]
- 2018 : Women's Prize for Fiction pour Home Fire[2]